# Gołębiów Rządowy
Gołębiów Rządowy – część wsi sołeckiej Gołębiów w Polsce, położonej w województwie świętokrzyskim, w powiecie opatowskim, w gminie Lipnik. Stanowi wschodnią część wsi.
Dawniej samodzielna wieś i gromada w gminie Lipnik.
W latach 1975–1998 miejscowość administracyjnie należała do województwa tarnobrzeskiego.